# جون كرين
جون كرين هو سياسي أسترالي، ولد في 12 فبراير 1868، وتوفي في 6 أغسطس 1948. انتخب عضو الجمعية التشريعية لنيو ساوث ويلز ‏.